# Distretto di Dielsdorf
Il distretto di Dielsdorf è un distretto del Canton Zurigo, in Svizzera.

## Geografia
Il distretto confina con i distretti di Bülach a est, di Zurigo e di Dietikon a sud, con il Canton Argovia (distretti di Baden a ovest e di Zurzach a nord-ovest) e con la Germania (circondario di Waldshut nel Baden-Württemberg) a nord. Il capoluogo è Dielsdorf.

## Comuni
Amministrativamente è diviso in 22 comuni:
- Bachs
- Boppelsen
- Buchs
- Dällikon
- Dänikon
- Dielsdorf
- Hüttikon
- Neerach
- Niederglatt
- Niederhasli
- Niederweningen
- Oberglatt
- Oberweningen
- Otelfingen
- Regensberg
- Regensdorf
- Rümlang
- Schleinikon
- Schöfflisdorf
- Stadel
- Steinmaur
- Weiach

### Divisioni
- 1840: Niederhasli → Niederglatt, Niederhasli
- 1840: Stadel → Raat-Schüpfheim, Stadel, Windlach
- 1843: Dällikon → Dällikon, Dänikon

### Fusioni
- 1798: Raat, Schüpfheim, Stadel, Windlach → Stadel
- 1907: Raat-Schüpfheim, Stadel, Windlach → Stadel